# جيم ستيوارت (سياسي)
جيم ستيوارت (بالإنجليزية: Jim Stewart)‏ هو سياسي أمريكي، ولد في 21 أكتوبر 1958. حزبياً، نشط في الحزب الجمهوري.